# Jordi Serrano i Blanquer
Jordi Serrano i Blanquer   (Sabadell, 30 de juliol de 1958) és un historiador català. És director de Memòria del Futur i rector emèrit de la Universitat Progressista d'Estiu de Catalunya. Va ser secretari general del Moviment Laic i Progressista, fundador i portaveu de la Lliga per la Laïcitat i director de la Fundació Ferrer i Guàrdia, a més de president de l'Escola Lliure El Sol i membre de la Federació dels Moviments de Renovació Pedagògica de Catalunya.
Ha estat comissari de les exposicions “Les victòries cal saber veure-les. Una història del moviment associatiu” (Fundació Horta Sud. Centre de Cultura Contemporània. València, 2023) i "Francesc Layret, diputat per Sabadell. El fil roig del catalanisme" (Museu d'Història de Sabadell, 2021).

## Biografia
Llicenciat en Història Moderna i Contemporània per la Universitat Autònoma de Barcelona, els anys 1970 s'afilià a la Joventut Comunista de Catalunya i va militar al Partit Socialista Unificat de Catalunya. Una dècada més tard, de 1986 a 1988, va ser el vicepresident del Consell Nacional de la Joventut de Catalunya.
És articulista setmanal al Diari de Sabadell, col·labora en el programa Vostè primer de Marc Giró a RAC1, publica al diari Ara, El Punt Avui, Público, Sin Permiso i Crític. Ha estat articulista setmanal al Diari de Girona (2007-2024), col·laborador a les tertúlies del Catalunya Vespre de Laura Rosel de Catalunya Ràdio (2019-2021), col·laborador a les tertúlies d'El suplement amb Sílvia Còppulo de Catalunya Ràdio, membre del consell editorial d’El Punt (2004-2007), col·laborador a Ràdio Sabadell (2004-2023), columnista i cronista del diari El 9 Nou del Vallès Occidental, col·laborador a RNE, a Catalunya a Ràdio 4, en el magazine del matí de Josep M. Bachs (1993-1995) i director de la revista Espai de Llibertat (1996-2008).

## Llibres publicats (selecció)[7][8][9]
- 1999 - La participación de la juventud en España
- 2004 - L'emancipació dels joves catalans. Un camí que cal recórrer
- 2004 - Josep Xinxó Bondia i les JSUC de Sabadell
- 2008 - Contra la democracia participativa: los tramposos atajos hacia la participación
- 2009 - Catalunya ha deixat de ser catòlica?
- 2010 - Joan Salas i Anton
- 2014 - Sabadell destil·lat
- 2015 - Antoni Farrés. Quan els obrers van assaltar l'Ajuntament (amb Xavier Domènech)
- 2018 - Un empriu sabadellenc. Transports Urbans de Sabadell, 35 anys de servei a la ciutat (1982-2017)
- 2021 - Carta a un republicano español. La revuelta catalana. Unos meses que estremecieron España
- 2021 - La proposta Punk per a Catalunya. La revolta catalana vista des del nacionalisme espanyol
- 2022 - Nietas de la república. 25 años del movimiento laico y progressista de Aragón
- 2022 - Francesc Layret. Diputat per Sabadell. El fil roig del catalanisme (catàleg)
- 2023 - Les victòries cal saber veure-les. Una història del moviment associatiu (catàleg)